# Hemibystra amboimensis
Hemibystra amboimensis är en stekelart som beskrevs av Heinrich 1968. Hemibystra amboimensis ingår i släktet Hemibystra och familjen brokparasitsteklar. Inga underarter finns listade i Catalogue of Life.